# ステアリングギアボックス
ステアリングギアボックスは自動車の重要な部品のひとつで、舵取り操作を楽にするための歯車装置。副作用として、路面からのキックバックを抑える効果もある。現在では、ほとんどの車種の操舵機構に油圧、もしくは電動のパワーアシストが備わる。
ステアリング・ホイール（日本語ではハンドル）を廻した力を、歯車の減速を利用して増幅し、同時に力の向き（入力と出力の軸の方向）を変える役割を持つ。組み合わされる歯車の種類（形式）によって呼び名が異なる。
オートバイのようなバーハンドルの車種や、一部のカートなどはステアリングギアボックスを持たない。
- カムアンドローラー
- ウオームアンドセクター
- リサーキュレーティング・ボール（ボール・ナット）
- ラック・アンド・ピニオン